# Кеб

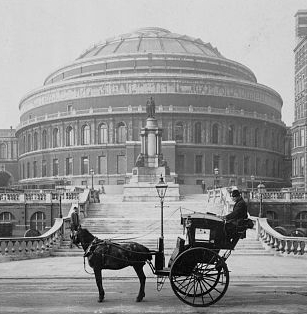
Кеб біля Альберт-холлу в Лондоні

Кеб (англ. cab ← cabriolet) — найманий екіпаж на кінній тязі, поширений був переважно у Великій Британії в XVII–XIX століттях. Вміщував, крім візника, від одного до чотирьох пасажирів. Наразі ж, у повсякденній розмові, кебом у Великій Британії називають таксі.

## Особливості
- На відміну від більшості екіпажів, кучер в кебі сидить не попереду пасажирів, а позаду, над кузовом, і керує кіньми за допомогою довгих віжок і довгого батога